# Engenho de açúcar
Uma usina (do francês usine), engenho de açúcar ou simplesmente engenho (do latim ingeniu) é, stricto sensu, a moenda de cana-de-açúcar. Lato sensu, designa todo o estabelecimento agroindustrial especializado na transformação da cana-sacarina em açúcar, melaço, aguardente de cana e etanol. Os modelos de Engenho Central e usina passaram a ser utilizados no final do século XIX quando houve necessidade de desativar os antigos engenhos das fazendas e produzir açúcar em uma planta industrial moderna com economia de escala e controle de qualidade rigoroso.

## História
O primeiro engenho de açúcar registrado em território português pertenceu a Diogo Vaz de Teive, escudeiro do Infante D. Henrique, com contrato de construção datado de 5 de dezembro de 1452. Localizava-se na Ilha da Madeira, no então lugar da Ribeira Brava, Capitania do Funchal. A força motriz deste engenho era a água da ribeira.
Os primeiros engenhos da ilha eram todos movidos a água ou por tração animal, sendo os cilindros construídos algumas vezes com madeira de til, nessa época muito frequente. Além dos engenhos, existiam também as alçapremas ou prensas manuais.
Não consta, da documentação, qual o processo de que se serviram os proprietários de engenhos e alçapremas para fabricar o açúcar, mas supõe-se que esse processo consistisse em fazer cozer as garapas em caldeiras até obter a consistência de um xarope espesso, sendo neste ponto transferidas para vasos furados no fundo, onde se depositariam os cristais, saindo o líquido pelos orifícios. Supõe-se também que, na purificação dos açúcares, fossem empregados a água de cal e o carvão animal, produtos que a indústria moderna de produção açucareira igualmente utiliza.
A indústria da refinação dos açúcares floresceu na Madeira no século XV, passando dali para Lisboa e as colónias do Reino. Acerca disto, comentou o doutor Álvaro Rodrigues de Azevedo, nas Saudades da Terra, que, na metrópole, 
"criou tantas fortunas particulares, com detrimento das colónias e da indústria saccharina mesma".

### Ilha da Madeira
O primeiro engenho que existiu na Madeira foi o de Diogo Vaz de Teive, construído em 1452, mas em 1590, à época em que Gaspar Frutuoso escreveu as Saudades da Terra, havia já mais de 30 engenhos dispersos pela ilha, apesar dos sintomas de decadência que já então a indústria sacarina apresentava na ilha.
Em 1730, eram já poucos os engenhos na Madeira, tendo o doutor Rodrigues de Azevedo estimado que a indústria sacarina tenha desaparecido inteiramente da ilha em 1748, devido à impossibilidade de suportar a concorrência dos açúcares americanos, que, há muito tempo, vinham invadindo os mercados europeus, onde eram vendidos a baixo preço.
Quando Bowdich visitou a Madeira em 1823, o açúcar fabricado na ilha era em quantidades insignificantes, e em 1826 havia apenas um único engenho em toda a ilha. No ano imediato Severiano Ferraz procedeu à construção de um segundo engenho, o qual ficou concluído em 1828. Em 1851, laboravam quatro fábricas na Madeira e, em 1856, dez no Funchal e 18 em toda a ilha, sendo todas destinadas à destilação de aguardente.
Em 1856, Severiano Alberto Ferraz fundou a fábrica da Ponte Nova, notável para o seu tempo, na qual despendeu cerca de vinte e cinco contos de réis. Esta fábrica, melhorada pelos filhos do fundador, tinha em 1862 clarificadores a vapor, concentradores de Bour, maquinas centrífugas para a extracção do melaço, e outro equipamento, sendo considerada como um estabelecimento de primeira ordem e o melhor que existia à época no Funchal. Era movida a vapor, sendo o movimento distribuído por uma maquina de dez cavalos-vapor a outras diferentes maquinas de fabricação.
Também em 1856 foi fundada por William Hinton & C.a a Fábrica do Torreão, usando como motor a água, embora no Verão, ao escassear este recurso, o movimento fosse estabelecido por uma máquina a vapor da força de doze cavalos-vapor.
Em 1861, contavam-se vinte e nove fábricas em toda a ilha, cinco das quais manipulavam açúcar. Em 1872, existiam sete fábricas a vapor e, delas, cinco em laboração e uma a entrar em funcionamento; nove engenhos movidos a água; e alguns pela força de bois. As fábricas produziam açúcar e aguardente, sendo esta consumida quase toda em Portugal.

### Brasil

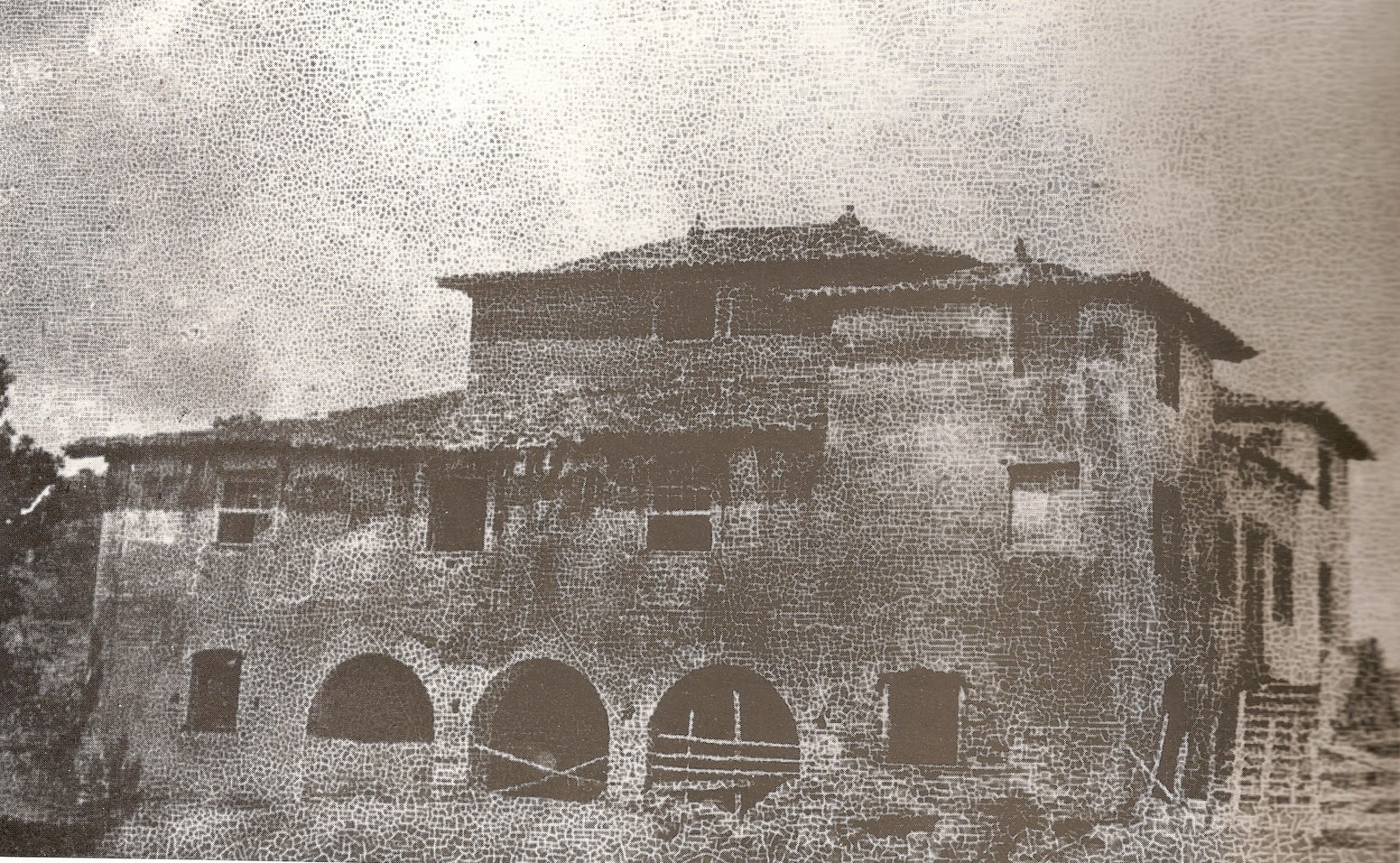
Antigo Solar de Megaípe, casa-grande do Engenho Megaípe em Pernambuco.

Os primeiros engenhos foram criados no Brasil para atender à demanda europeia. Eram os locais destinados à fabricação de açúcar, propriamente a moenda, a casa das caldeiras e a casa de purgar. Todo o conjunto, chamado engenho banguê, passou com o tempo a ser assim denominado, incluindo as plantações, a casa de engenho ou moita (a fábrica), a casa-grande (casa do proprietário), a senzala (lugar onde ficavam os escravos) e tudo quanto pertencia à propriedade.
Em 1516, foi construído no litoral pernambucano o primeiro engenho de açúcar de que se tem notícia no Brasil, mais precisamente na Feitoria de Itamaracá, confiada ao administrador colonial Pero Capico — o primeiro "Governador das Partes do Brasil". Em 1526 já figuravam direitos sobre o açúcar de Pernambuco na Alfândega de Lisboa. Na década de 1530, os primeiros donatários portugueses iniciaram empreendimentos nas terras da América Portuguesa, especialmente nas capitanias hereditárias de Pernambuco e São Vicente, implementando engenhos de açúcar. Assim, surgem, na nova colônia portuguesa, os primeiros núcleos de povoamento e agricultura.
A necessidade de mão de obra levou os donos dos engenhos a tentar, sem sucesso, escravizar os indígenas. Então, optaram por trazer escravos da África. Décadas depois, a cachaça, um destilado dos subprodutos da produção do açúcar, melaço e espumas fermentados, serviu de troca no comércio de escravos. Os senhores de engenho dominaram a economia e a política brasileira por séculos, desde a época colonial, passando pelo império e chegando à república, embora, ao longo dessas épocas, tenham tido fases de declínios e reerguimentos. Os primitivos engenhos implantados no início do século XVI geraram, no século XX, o setor sucroalcooleiro, que, no início do século XXI, se posicionou em segundo lugar na matriz energética brasileira  (ver: Etanol como combustível no Brasil e Energia renovável no Brasil).
Até meados do século XX, os engenhos eram a principal indústria sucroalcooleira, esteio da economia do Brasil e, em especial, de Pernambuco, Piauí, Paraíba, Rio de Janeiro, Alagoas, Sergipe, Ceará e São Paulo.
Com a evolução do agronegócio no país e o aparecimento das usinas de açúcar e de álcool, os engenhos, obsoletos, foram sendo desativados gradativamente.

## Etapas

Engenho Espadas, em Pernambuco, no Brasil: um exemplo de engenho banguê em funcionamento na década de 1950

### Moagem
A primeira etapa presente em todos os engenhos é a moagem da cana, quando é extraído o suco conhecido como caldo de cana ou garapa. Esse caldo é conduzido até um tanque, o parol, onde é armazenado.

### Produção de cachaça

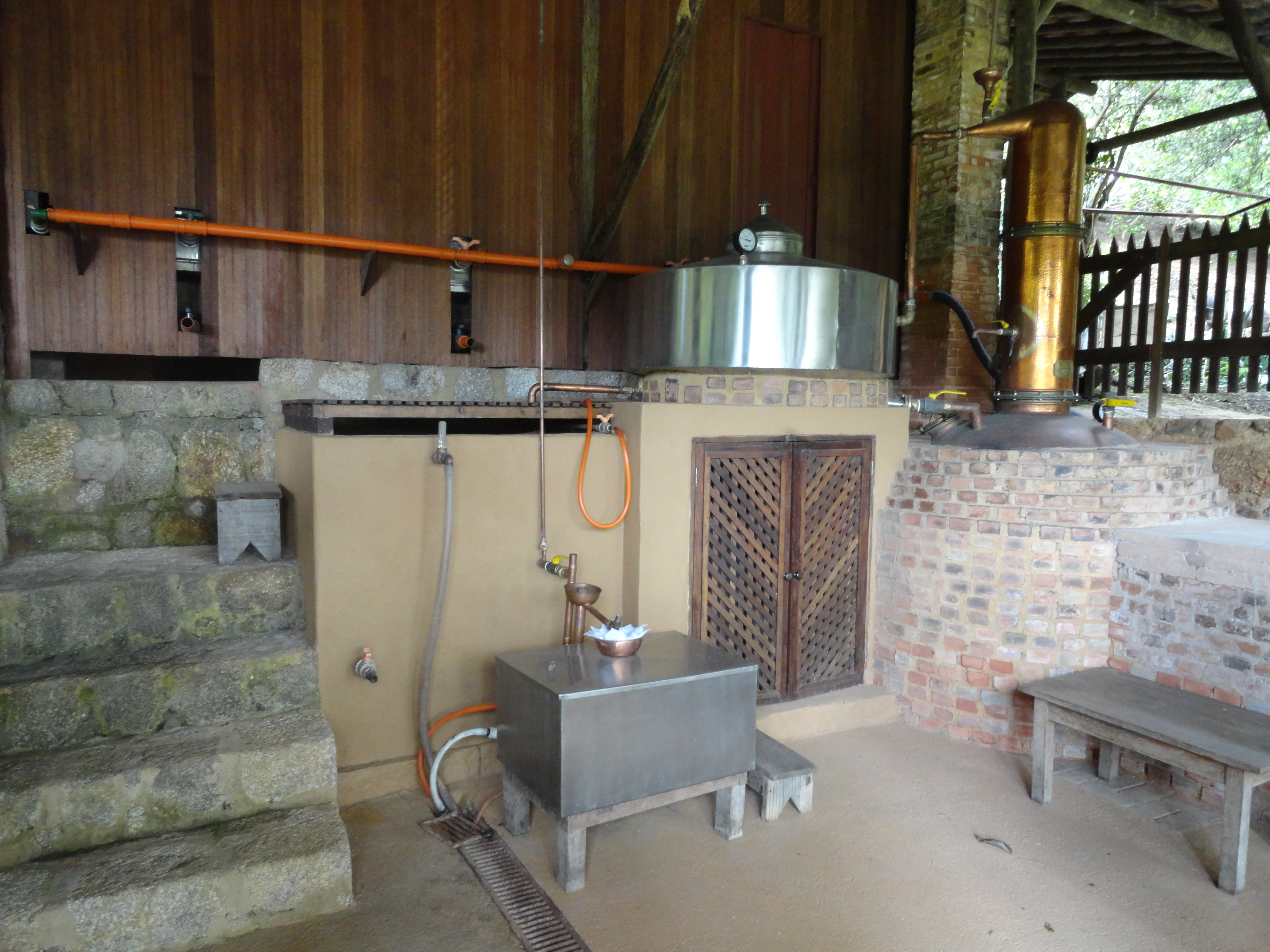
Destilaria de cachaça em Parati.

Na produção de cachaça ou álcool, o caldo de cana fica armazenado para fermentação alcoólica. Depois é destilado. Ver também: Alambique.

No Brasil, a cachaça foi, inicialmente, obtida pela fermentação e posterior destilação dos subprodutos da produção de açúcar como o melaço e as espumas. Assim, o engenho de açúcar era, também, produtor de cachaça. Posteriormente, em alguns engenhos, os subprodutos começaram a ser vendidos para fabricantes de cachaça que os utilizavam na produção da bebida. Já no século XX, com o emprego destes subprodutos em outras áreas industriais, os donos de alambiques tiveram que plantar a cana-de-açúcar e, a partir do caldo de cana fermentado e depois destilado, produziam (e ainda produzem) a cachaça. Assim, a fabricação da bebida desvinculou-se dos antigos engenhos.

### Produção de açúcar
Já na produção de açúcar, o caldo de cana é levado a grandes tachos de cobre, e submetido a fogo brando até atingir o "ponto", ou seja, se transformar em mel-de-engenho. Esse mel-de-engenho é transferido para um tanque onde será submetido a agitação, para acelerar a cristalização do açúcar.
O mel, então, é distribuído em formas cônicas, dispostas em uma bancada, onde fica até esfriar. Após a cristalização, o mel excedente (não cristalizado) é extraído (por decantação) através de um orifício na parte inferior da forma. Esse mel, chamado mel de furo ou melaço, tem outras utilizações, entre elas, também, a fabricação de cachaça, após fermentação por alguns dias.
O açúcar cristalizado, em forma de pão, que por isso recebe o nome inicial de "pão de açúcar", é desenformado, chamando-se, então, açúcar bruto ou açúcar mascavo, que é comercializado para utilização nessa forma, em pedaços, ou submetido a clareamento, na produção do açúcar demerara. A transformação de mascavo em demerara era feita nos engenhos pelo processo de purgação. O local onde se estocava esse açúcar era chamado casa de purgar. A purgação era feita com água colocada sobre uma camada de massapê aplicada sobre o pão de açúcar, e escoada pelo orifício inferior, assim, levando as impurezas.
Nas grandes usinas de açúcar, atualmente, o processo de separação do açúcar e do melaço é por centrifugação. Antes, ao caldo da cana moída, são adicionados alguns produtos químicos para auxílio na decantação de sólidos insolúveis e retirar coloides, para clarear. Assim é produzido o açúcar cristal e, com mais uma etapa de diluição, tratamento da calda e centrifugação, o açúcar refinado. Todo tratamento químico feito para industrialização do açúcar é retirado durante o próprio processo.

### Produção de rapadura

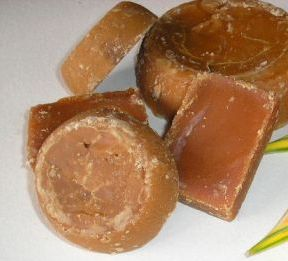
Rapaduras de diversos formatos.

O processo de fabricação de rapadura é semelhante ao ocorrido na produção de açúcar, nas etapas iniciais, porém a etapa para no tanque de agitação, bem mais raso nesse caso, e ali é cristalizada a rapadura.